# Joey Mendonça
José Rufino Mendonça, de nome artístico Joey Mendonça (Tavira) é um pianista português que iniciou a sua carreira musical tocando em grupos de música Yé-Yé na década de 1960, na cidade de Lisboa.
Decide-se pelo profissionalismo em 1964 e frequenta a Academia de Amadores de Música e mais tarde o Conservatório Nacional de Música.
Entre 1964 e 1972 atua nas salas de preferência do jet-set lisboeta: O Maxime, O Comodoro, A Tágide, bem como o Casino Estoril.
Em 1973 ruma à ilha da Madeira, onde anima as noites do Hotel Holliday Inn, atualmente derrubado para espaço do novo aeroporto, integrado no conjunto musical "Thó Bandeira and His Group".
Em 1974 volta a Lisboa para trabalhar com o ator brasileiro Badaró no musical " O Último Fado em Lisboa " no Teatro Monumental, e depois no espetáculo; BADARÓ 8 E MEIO, no Teatro ABC.
Em 1975 muda-se para o Casino da Figueira da Foz, onde faz parte da Orquestra Santos Rosa, com quem estuda Composição e Análise Musical.
Em 1978 nova mudança, agora para a Orquestra de Pinto Loureiro no Casino de Monte Gordo, Algarve.
Em 1980 de novo em Lisboa para dirigir Orquestras nos teatros de Revista à Portuguesa, no Parque Mayer.
É simultaneamente pianista privativo do cantor Tony de Matos e diretor musical do grupo que acompanha o ator Nicolau Breyner em digressão pelo país.
Em 1984 forma o conjunto musical "The Lisbon Four" que percorre quase toda a Europa, Países Árabes, Canadá e Estados Unidos da América, sempre com assinalável êxito.
Em 1986 fixa-se em Nova Jérsei (EUA) onde atua e leciona durante dois anos. Em New Arlington, ganha o Festival Luso-Americano de Canções com o tema "Looking the Sky".
Em 1987 regressa a Portugal. Funda e dirige uma banda de bares, "The Heartbreakers & Soul" com o cantor Pedro Malagueta.
Em 1989 é contratado para Hamburgo (Reeperbahn - St. Pauli) mas acaba por radicar-se em Bremen onde trabalha junto das comunidades portuguesas.
Neste espaço de tempo vai com alguma regularidade a Portugal para integrar a animação dos Cruzeiros de Verão do Paquete Funchal.
Do Mediterrâneo voa para o Caraíbas como pianista da Orquestra de SERENELLA MONTEZ.
Em 1991 regressa à Europa radicando-se no Luxemburgo. Neste período apresenta um programa de divulgação da música portuguesa, na Rádio Latina. Em paralelo acumula a sua atividade de pianista em hotéis e clubes noturnos da região.
Em 1994 arrebata o 1º lugar no Festival de Música Moderna em Arlon (Bélgica) com o tema "Mr. Moka".
Em 1995 volta a Portugal para trabalhar em estúdio como diretor musical e produtor.
Em 1996 ganha o Concurso Grande Marcha de Lisboa 96 com o tema " Lisboa de Avental Bordado ".
Em 1997 no Festival de Música Carmen Miranda em Marco de Canaveses, ganha vários prémios com a canção " Vais ter de Mudar ".
Em 1998 ganha novamente o Concurso Grande Marcha de Lisboa 98 agora com o tema " Lisboa, que linda és ".
De 1999 a 2004 faz a direção musical do entertainer Luís Fortes com espetáculos por todo o país e comunidades portuguesas espalhadas pelo mundo.
Em 2003 vence de novo o Concurso Grande Marcha de Lisboa 2003, com o tema " Lisboa Cidade Branca 2003 ".
Em 2005 regressa aos cruzeiros no mediterrâneo, mas agora ao serviço da empresa Geotours Cruises, sediada em Atenas (Grécia).
Em 2006 viaja para os Açores, onde mantém atividade pianística nos hotéis da região. Nos intervalos vai aos cruzeiros no Golfo do México por ser muito solicitado.
Em 2008 vence o Concurso para o Hino da Feira Agrícola dos Açores 2008, com o tema " Sementes da Glória ".